# (21073) Darksky
(21073) Darksky est un astéroïde de la ceinture principale.

## Description
(21073) Darksky est un astéroïde de la ceinture principale. Il fut découvert le 4 septembre 1991 à Siding Spring par Robert H. McNaught. Il présente une orbite caractérisée par un demi-grand axe de 2,58 UA, une excentricité de 0,23 et une inclinaison de 2,9° par rapport à l'écliptique.

## Compléments